# T-27
T-27 là một xe tăng siêu nhẹ của Liên Xô, được chế tạo dựa trên nguyên mẫu xe tăng siêu nhẹ Carden Loyd của Anh (được Liên Xô mua trong những năm đầu thập niên 1930).

## Thiết kế
Người Liên Xô đã mua một số xe tăng siêu nhẹ Carden Loyd của Anh. Họ dùng nó làm mẫu và thiết kế lại để được một mẫu của họ, đưa vào sản xuất hàng loạt với tên gọi T-27.
Một số thay đổi đã được thực hiện, ví dụ như thân xe lớn hơn, lắp vũ khí của Liên Xô (Súng máy DT 7.62mm),... Và quan trọng nhất là các cải thiện về khả năng thích nghi trong khí hậu siêu lạnh của Liên Xô.
Xe hoàn toàn không có hệ thống thông tin liên lạc. Các mệnh lệnh của chỉ huy phải được ra hiệu bằng cờ.

## Lịch sử phục vụ
Các xe tăng T-27 đã được đưa vào biên chế của Hồng Quân vào ngày 13 tháng 2 năm 1931.
Hồng Quân sử dụng T-27 như một xe trinh sát. Tổng cộng có 65 tiểu đoàn tăng siêu nhẹ được thành lập, mỗi tiểu đoàn có chừng 50 xe. Sau này giảm xuống còn 23 tiểu đoàn.

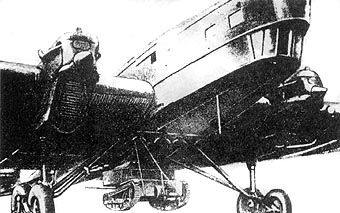
Một máy bay ném bom hạng nặng TB-3 mang theo một chiếc T-27.

Trong năm 1935, các kỹ sư Liên Xô đã thử nghiệm kỹ thuật vận chuyển xe tăng ra chiến trường bằng máy bay. T-27 được treo lên một chiếc Tupolev TB-3. Tuy nhiên dự án này không thành công như mong đợi.
Trong những năm 1930, Hồng Quân đã đưa các tăng T-27 tới vùng Trung Á. Máy móc của xe hoạt động khá ổn định. Nhưng T-27 tỏ ra yếu kém trong việc hoạt động ở địa hình đầm lầy hay tuyết do xích xe quá nhỏ. Cùng với đó là việc phát triển các xe tăng lớn hơn (nhất là dòng tăng BT) đã khiến cho T-27 càng ít được sử dụng. Vì vậy, cuối những năm 1930, nó được đưa về làm công tác huấn luyện và làm xe kéo pháo.
Một số lượng khá lớn T-27 được sử dụng trong giai đoạn đầu của cuộc chiến tranh vệ quốc vĩ đại. Lần cuối cùng nó được nhìn thấy trong chiến đấu là ở trận chiến Moscow (1941-1942).
Hai chiếc T-27 đã bị bắt giữ bởi Rumani vào ngày 1 tháng 11 năm 1942. Một số chiếc khác cũng được quân Đức sử dụng.

## Biến thể
Một vài mẫu thử cho súng phun lửa và súng không giật đã được thực hiện, nhưng nó không thành công. Một vài mẫu lội nước cũng được thiết kế, nhưng cũng không ổn.

## Sản xuất
Xe tăng siêu nhẹ T-27 được sản xuất tại nhà máy hai cùng lúc, tại nhà máy Bolshevik (nhà máy sản xuất tại Leningrad) và tại nhà máy ô tô Gorky - GAZ (nhà máy ở Nizhni Novgorod).
Có 2.157 chiếc T-27 được biên chế trong Hồng Quân tính tới tháng 1 năm 1941. Tổng cộng có 2.540 chiếc T-27 đã được sản xuất.